# 杜心五
杜心五（1869年—1953年），名慎媿，又名星武、心武，号儒侠，道号斗米观居士，男，湖南慈利人，中國武术家，被萬籟聲稱為自然门的第二代宗师，也是清末時的革命黨員，曾擔任宋教仁、孫中山先生等人的保鏢。
杜心五号称關東大俠，与長江大俠呂紫劍（有爭議）、津門大俠霍元甲齊名合稱中國三大俠。

## 生平
杜心五出生于湖南张家界慈利县江垭岩板田，父親是杜桂珍，曾任清军都司。八歲時喪父，先后随武士严克学南派拳術五戰拳、鷹爪、梅花樁，从道士虎习長拳，人稱神腿。
他的徒弟萬籟聲在其著作「武術匯宗」「杜心五老師小傳」稱杜早年（13歲）遇徐（短）老師祖，遂從之走鏢習藝（未有得到杜心五本人證實）。
杜心五少年時期去渔浦书院攻读。去常德高等学堂读书。嗣后考取公费赴日留学。
杜心五1900年赴日本留学，先在东京百科学校补习日文，后入东京帝国大学农科。他在那里认识了宋教仁，两人交识很厚。1905年在覃振介绍加入同盟会，成为宋教仁、孙中山等人的保镖。卒業於東京農科大學，歸國後，部試舉人。
1907年，宪政党首领梁启超在东京锦辉馆（电影院）演说，鼓吹君主立宪。杜心五和共和党青年张济，居正，萧荔恒等由会场楼上跳下，齐声喊打，会场大乱，梁乘机逃走，致使这次演说流产。 
1910年，他回国进行革命活动，往来京，津，東三省，秘密串联，准备起义。他随孙中山奔走南洋，宣传革命主张，募集革命资金。
1912年5月，宋教仁任北京政府农林总长，杜心五任佥事。旋调任农商，农工部部员，继调农商部直属第二农事试验场（河南彰德）任会办，后又改任直属第一农事试验场（今北京动物园一带）技正兼农事传习所气象学教授。在此期間，曾收农大毕业生万籁声为武术门徒。万在《武林学宗。杜心五老师小传》再版小序中写道：“追随杖履，倏已七稔（1920-1927）。余之得窥内家藩篱，兼聆禅解，社师之赐也。”
1913年宋教仁被刺后，因不满军阀的黑暗统治，曾经一度离开政坛，闭门事佛。
第二次国内革命战争失败后，心五在家装疯，人称"杜癫"，至此闭门谢客，潜心学道。
1921年，杜居北京西直门酱房大院6号时，其同学，天津大公报社长张季鸾介绍四川气功师刘神仙到杜家，向他传授气功和医术多年。1928年秋，杭州举行全国国术大赛，杜受聘为评判员，应邀表演了“走圆场”。30年代初始收徒传艺，弟子甚众。
1935年，杜住北京榆钱胡同。
1937年，日军侵华后，策划华北五省“自治”。日軍曾诱社心五任“华北自治政府”主席，让他出面组织华北维持会，但被他拒绝。后伺机逃出去了上海，後到湖南长沙，杜心五在此创办国术馆，万籁声任馆长。
1938年日军犯湘长沙。杜與徒一起回到湖南慈利老家。
1939年国民党政府迁重庆后，杜心五任“中国抗日群众动员委员会”主任之职。
1941年3月离慈赴渝。1942年辞职回乡，在饭甑山建了一座“斗米观”，行醫。
1949年中华人民共和国成立后，定居长沙。
1951年，任湖南人民军政委员会为顾问，后又任中南军政委员会参事。湖南省政协委员。
1953年7月8日于湖南长沙咯血而病逝。

## 轶事
杜心五除武术，医药之外，也是一位京剧爱好者。早在北京时，与梅兰芳、程砚秋、马连良等交往。

## 影視形象
- 改編成電視劇杜心五 (電視劇)，1987年香港無綫電視翡翠台劇集，徐小明監製，鄭少秋飾杜心五